# كتاب جزء البطاقة
كتاب جزء البطاقة أحد كتب الحديث الشريف، ألفه الحافظ حمزة الكناني (275 هـ-357 هـ)، الكتاب عبارة عن جزء حديثي أملاه حمزة الكناني قبل موته بتسعة أشهر، ساق فيه بإسناده أحد عشر حديثا عن النبي في مواضيع مختلفة ، وقد ساق المؤلف في بداية كتابه السند الذي روى منه الأحاديث عن النبي، ثم ساق بعدها الأحاديث النبوية وجاء السند كالتالي:
| كتاب جزء البطاقة | أخبرنا الشيخ الإمام المسند المعمر الرحلة صدر الدين أبو الفتح محمد بن محمد بن إبراهيم الميدومي قال أنا أبو عيسى عبد الله بن عبد الواحد بن محمد بن عبد الواحد بن علاق أنا أبو القاسم هبة الله بن علي بن سعود البوصيري أنا أبو صادق مرشد بن يحيى بن القاسم بن علي بن محمد بن خلف المدني المقدسي بقراءة الحافظ أبي طاهر أحمد بن محمد السلفي الأصبهاني عليه وأنا أسمع في ذي الحجة سنة ست عشرة وخمسمائة أنا الشيخ أبو الحسن علي بن عمر بن محمد بن حمصة الحراني قراءة عليه وأنا أسمع قال ثنا الشيخ الحافظ أبو القاسم حمزة بن محمد بن علي بن محمد بن العباس الكناني إملاء في سلخ ربيع الأول سنة سبع وخمسين وثلاث مائة وفيها مات | كتاب جزء البطاقة |